# Príncep d'Astúries
|  | Per a altres significats, vegeu «Príncipe de Asturias (portaavions)». |

El títol príncep d'Astúries, de fet actualment princesa d'Astúries per la seva actual titular, és un dels títols de l'hereu de la corona espanyola, juntament amb els altres tradicionalment atribuïts als hereus dels antics territoris de la Corona d'Aragó: príncep de Girona, duc de Montblanc, comte de Cervera i senyor de Balaguer; i del Regne de Navarra: príncep de Viana.
La titular actual és Elionor de Borbó i Ortiz.

## Origen del títol
El títol va ser creat el 17 de setembre de 1388 a imitació de la dignitat anglesa del principat de Gal·les. Això ocorre ran del matrimoni del futur Enric III de Castella, de la dinastia Trastàmara, i Caterina de Lancaster, neta de Pere I de Castella. Va significar unir la branca usurpadora dels Trastàmara, amb la destronada el 1369, donant continuïtat i legitimitat al llinatge reial sorgit d'aquesta unió, de la qual resultaria Joan II de Castella.
En els primers temps de la institució de Príncep d'Astúries no va ser un simple títol d'honor, perquè el territori asturià els pertanyia com a patrimoni, la persona a qui se li atorgava aquest títol podia nomenar jutges, alcaldes, etc., i governaven el Principat en representació del seu Senyor. Aquesta situació va canviar amb els Reis Catòlics, que van reduir el títol de Príncep d'Astúries a una condició honorífica, caràcter que es va mantenir amb els reis de la Casa d'Àustria i amb la dinastia dels Borbó.
El títol va seguir el seu curs fins a l'arribada de Francisco Franco al poder, moment en el qual es produeix una indefinició legal del principat. No serà fins a 1947, que Franco designa com a successor a Joan Carles de Borbó, adoptant el títol de príncep d'Espanya i no pas d'Astúries. Tanmateix, es considera que des de 1941 fins a 1969 el príncep d'Astúries va ser, en realitat, Joan de Borbó i Battenberg, pare de Joan Carles.

## Llista dels prínceps d'Astúries
| Nom                          | Període         | Comentari                                                                                               |
| ---------------------------- | --------------- | --- |
| Enric de Castella            | 1388 - 1390     | Fill de Joan I de Castella.                                                                             |
| Maria de Castella            | 1402 - 1405     | Filla de l'anterior. No arribà al tron.                                                                 |
| Joan de Castella             | 1405 - 1406     | Fill d'Enric III. Regnà com Joan II.                                                                    |
| Caterina de Castella         | 1422 - 1425     | Filla de l'anterior. No arribà al tron.                                                                 |
| Enric de Castella            | 1425 - 1454     | Fill de Joan II. Regnà com Enric IV.                                                                    |
| Joana la Beltraneja          | 1462 - 1464     | Filla de l'anterior. No arribà al tron.                                                                 |
| Alfons de Castella           | 1464 - 1468     | Fill de Joan II. No arribà al tron.                                                                     |
| Isabel de Castella           | 1468            | Filla de Joan II i germana de l'anterior. Regnà com Isabel I.                                           |
| Isabel d'Aragó               | 1476 - 1498     | Filla de l'anterior. No arribà al tron.                                                                 |
| Joan d'Aragó i de Castella   | 1480 - 1497     | Fill de l'anterior i Ferran II d'Aragó. No arribà al tron.                                              |
| Miquel de la Pau de Portugal | 1498 - 1500     | Net d'Isabel I, fill d'Isabel d'Aragó i Manuel I de Portugal. No arribà al tron.                        |
| Joana de Castella            | 1500 - 1504     | Filla d'Isabel I i Ferran II d'Aragó. Reina nominal com Joana I.                                        |
| Carles d'Habsburg            | 1504 - 1516     | Fill de l'anterior i Felip el Formòs.. Regnà com Carles I.                                              |
| Felip d'Habsburg             | 1527 - 1556     | Fill de l'anterior. Regnà com Felip II.                                                                 |
| Carles d'Habsburg            | 1556 - 1568     | Fill de l'anterior. No arribà al tron.                                                                  |
| Ferran d'Habsburg            | 1573 - 1578     | Fill de Felip II. No arribà al tron.                                                                    |
| Dídac d'Habsburg             | 1580 - 1582     | Fill de Felip II. No arribà al tron.                                                                    |
| Felip d'Habsburg             | 1583 - 1598     | Fill de Felip II. Regnà com Felip III.                                                                  |
| Felip d'Habsburg             | 1605 - 1621     | Fill de l'anterior. Regnà com Felip IV.                                                                 |
| Baltasar Carles d'Habsburg   | 1632 - 1646     | Fill de l'anterior. No arribà al tron.                                                                  |
| Felip Pròsper d'Habsburg     | 1658 - 1661     | Fill de Felip IV. No arribà al tron.                                                                    |
| Carles d'Habsburg            | 1661 - 1665     | Fill de Felip IV. Regnà com Carles II.                                                                  |
| Lluís de Borbó               | 1709 - 1724     | Fill de Felip V d'Espanya. Regnà com Lluís I.                                                           |
| Ferran de Borbó              | 1724 - 1746     | Fill de Felip V i germà de l'anterior.                                                                  |
| Carles de Borbó              | 1759 - 1788     | Fill de Carles III. Regnà com Carles IV.                                                                |
| Ferran de Borbó              | 1788 - 1833     | Fill de l'anterior. Regnà com Ferran VII.                                                               |
| Isabel de Borbó              | 1830 - 1833     | Filla de l'anterior. Regnà com Isabel II.                                                               |
| Maria Isabel de Borbó        | 1851 - 1857     | Filla de l'anterior. Primer jurament. No accedí al tron.                                                |
| Alfons de Borbó              | 1857 - 1868     | Fill d'Isabel II. Regnà com Alfons XII.                                                                 |
| Maria Isabel de Borbó        | 1874 - 1880     | Filla d'Isabel II. Segon jurament. No accedí al tron.                                                   |
| Maria de la Mercè de Borbó   | 1881 - 1906     | Filla d'Alfons XII. No accedí al tron.                                                                  |
| Alfons de Borbó              | 1907 - 1931     | Fill d'Alfons XIII. No accedí al tron.                                                                  |
| Joan de Borbó                | 1933 - 1941     | Fill d'Alfons XIII. Renuncia als seus drets dinàstics.                                                  |
| Joan Carles de Borbó         | 1941 - 1975     | Fill de l'anterior. Sancionat per la llei de successió de 1947 del franquisme. Regnà com Joan Carles I. |
| Felip de Borbó               | 1977 - 2014     | Fill de Joan Carles I. Actualment és el rei Felip VI d'Espanya.                                         |
| Elionor de Borbó i Ortiz     | 2014-actualitat | Filla de l'anterior. Propera proclamació.                                                               |